# Сваким даном све ближе
Сваким даном све ближе : процес терапије из оба угла (енгл. Every day gets a little closer) је стручна монографија америчког егзистенцијалног психијатара, почасног професора психијатрије на Универзитету Станфорд, и књижевника Ирвина Давида Јалома (енгл. Irvin David Yalom) (1931) објављена 1974. године. Са Јаломом књигу потисује као коаутор и Џини Елкин (енгл. Ginny Elkin). Издање на српском језику објавила је издавачка кућа Психополис институт 2013. године из Новог Сада у преводу Софијe Стојадиновић и Стефанa Богнар.

## О ауторима
- Ирвин Д. Јалом је рођен 1931. у Вашингтону у породици руских емиграната. Аутор је неколико бестселера, као и стручних књига из области психотерапије. Данас је професор на универзитету и живи у Сан Франциску.[3] Активан је психотерапеут у Сан Франциску и Пало Алту.[4] Највећи допринос дао је предајући о групној психотерапији као и развијајући модел егзистенцијалне терапије.[1]
- Џини Елкин је измишљено име пацијенткиње која је код Јалома долазила на вишемесечну индивидуалну психотерапију. Она је у овој књизи описала своје личне доживљаје.[1]

## О делу
У поднаслову књиге стоји процес терапије из оба угла што указује и на сам садржај књиге.
Књига је паралелна студија коју су свако из свог угла писали психотерапеут Јалом и његова пацијенткиња током вишемесечне индивидуалне психотерапије.
И једно и друго су писали своје личне доживљаје, утиске, дилеме, свако из свог угла. Студија представља заједнички пут ка жељеној промени. Књига је започета са два предговора и завршена са два поговора. Аутори су са читаоцима поделили своја искуства и резултате овог психотерапијског експеримента.